# Кубок світу з біатлону 2011—2012 — етап 3
Третій етап  Кубка світу з біатлону 2011–12 проходив в Гохфільцені, Австрія, з 15 по 18 грудня 2011. Попередньо планувалося проведення третього етапу у французькому Ансі, однак через теплу погоду та відсутність снігу організаторами було прийнято рішення про проведення третього етапу в Гохфільцені.

## Гонки
Розклад гонок наведено нижче
| Дата      | Час       | Гонка                             |
| --------- | --------- | --------------------------------- |
| 15 грудня | 14:30 CET | Чоловіки, спринт 10 км            |
| 16 грудня | 14:30 CET | Жінки, спринт 7,5 км              |
| 17 грудня | 12:00 CET | Чоловіки, переслідування, 12,5 км |
| 17 грудня | 14:30 CET | Жінки, переслідування, 10 км      |
| 18 грудня | 14:30 CET | Змішана естафета 2х6+2х7,510 км   |

## Чоловіки

### Спринт
Зі стартом змагання в Гохфільцені йшов сніг, але потім він поступово припинився, створивши хороші умови для спортсменів, які стартували одними з останніх. Сімон Фуркад вийшов на старт під номером 12, відстріляв чисто і швидко на обох вогневих рубежах, що дозволило йому вийти на перше місце в гонці. Його основні суперники, які пішли на дистанцію після нього, нічим не загрожували його лідерству: одні допускали промахи на стрільбищі, інші не могли похвалитися високою швидкістю на трасі. Стартувавши 55-м Тар'єй Бо допустив один промах на першому вогневому рубежі, але швидко відстріляв з положення стоячи, тим самим створивши собі перевагу в 1.5 секунди, яка на фініші зросла до 18.7 секунди. Сімон Шемпп, як і Бо, не закрив одну мішень, а на фініші на три десятих секунди випередив Фуркад. Тимофій Лапшин, для якого ця гонка стала всього третьою на змаганнях Кубка світу, двічі відстрілявся бездоганно і перемістився на третє місце, пропустивши вперед Мартена Фуркада. Останній, у свою чергу, допустив два промахи, але завдяки хорошій швидкості швидко пройшов штрафні кола і саму дистанцію. Фуркад доклав усіх зусиль, щоб обійти норвежця, але для перемоги йому в кінцевому підсумку не вистачило чотирьох секунд.
У підсумку норвежець Тар'єй Бо, виграв спринт на етапі Кубка світу  в гохфільцені, допустивши два промахи і показавши результат 23:57.2. Для Бо ця перемога стала першою в поточному сезоні. Норвежець на чотири секунди випередив французького біатлоніста Мартена Фуркад, який не влучив в одну мішень. Третім фінішував відстрілявшись безпомилково росіянин Тимофій Лапшин, він поступився переможцю гонки 17.2 секунди. Четвертий результат показали два спортсмена: німець Симон Шемпп з одним промахом і француз Жан-Гійом Беатрікс, який відстрілявся чисто. Обидва біатлоніста фінішували з відставанням від часу переможця на 18.7 секунди. Шосте місце зайняв старший з братів Фуркадів, Сімон. Він також зміг вразити всі мішені, але в підсумку поступився лідеру змагання 19 секунд.
Виступи українців залишили двояке враження. Найкращим у команді став Олександр Біланенко, який зумів продемонструвати досить рідкісну для цих перегонів стовідсоткову точність. У результаті 10 точних попадань принесли йому 28-е місце. В заліковій зоні фінішував також Сергій Семенов, який залишається лідером серед наших хлопців в загальному заліку Кубка світу. На жаль, не знайшлося сьогодні в команді третього високого результату для заліку Кубка націй Дериземля, Сєднєв і Прима закінчили гонку далеко за межами кордону персьюта. Таким чином, в Кубку націй Україні продовжує втрачати позиції.

### Гонка переслідування
Снігопад, що почався в Гохфільцені ще вчора ввечері, не припинився і до початку гонки, внаслідок чого стадіон вкрився майже 40-сантиметровим шаром нового снігу. Після першого вогневого рубежу багатьом учасникам змагання довелося вирушити на штрафне коло. Лідерство в гонці захопив Мартен Фуркад, проте він допустив промах на другий стрільби, що дозволило Бо вирватися вперед, проте Фуркад і росіянин Тимофій Лапшин не відставали від нього ні на крок. Протягом усього цього часу спортсмени йшли настільки щільною групою, що один промах на стрільбищі міг повністю змінити розстановку сил в гонці - що і сталося на «стійці». Андреас Бірнбахер знову відстрілявся чисто і очолив гонку, слідом за ним йшли Сімон Фуркад і нестаріючий Уле-Ейнар Б'єрндален. Після останнього вогневого рубежу ситуація не змінилася - всі три спортсмена пішли зі стрільбища практично одночасно, при цьому гонку знову очолював Бірнбахер. Бо показував четвертий результат з 23-секундним відставанням. На останніх 900 метрах спортсмени йшли пліч-о-пліч. Перед самим фінішем Бірнбахер зміг обійти Бьорндалена, Фуркад опустився на третє місце. Норвежець Тар'єй Бо допустив три промахи і фінішував четвертим з відставанням 30.1 секунди. П'яте місце в перегонах зайняв швейцарський біатлоніст Беньямін Веґер - один промах, відставання 38.8 секунди. Замкнув шістку найкращих австрієць Сімон Едер, який допустив одну неточність на стрільбищі і поступився переможцю 44.3 секунди.
Що стосується виступів український біатлоністів, то тут варто було б відзначити відмінний результат Олександра Біланенка! Сашко став одним з шести спортсменів, хто не допустив жодного промаху на стрільбищі, що дозволило йому фінішувати 14-м і стати найкращим, в цей час, українцем в поточному заліку Кубка світу. Сергій Семенов, на жаль, допустив чотири хиби на стрільбищі і зупинився за крок від очкової зони.

### Призери
| Гонка:                                                                | Золото:                     | Час               | Срібло:                       | Час               | Бронза:              | Час               |
| Спринт 10 км Протокол [Архівовано 6 вересня 2012 у WebCite]           | Тар'єй Бо Норвегія          | 23:57.9 (1+0)     | Мартен Фуркад Франція         | 24:01.2 (1+1)     | Тимофій Лапшин Росія | 24:14.4 (0+0)     |
| Переслідування 12,5 км Протокол [Архівовано 6 вересня 2012 у WebCite] | Андреас Бірнбахер Німеччина | 35:40.3 (0+0+0+0) | Уле-Ейнар Б'єрндален Норвегія | 35:40.5 (0+0+0+0) | Сімон Фуркад Франція | 35:41.6 (1+0+0+0) |

## Жінки

### Спринт
На відміну від вчорашнього чоловічого спринту, дівчатам не довелося боротися зі снігом, проте сьогодні було дуже вітряно, причому на стрільбищі вітер дув, як правило, з лівого боку, що стало причиною численних промахів учасниць гонки як на «стійці», так і з положення лежачи. Зовсім небагатьом вдалося сьогодні обійтися без промахів. Спочатку росіянка Ольга Зайцева і українка Віта Семеренко відстріляли чисто. Гелена Екгольм і Дарія Домрачева допустили по одному промаху. При стрільбі стоячи здавалося, що вітер зовсім не заважає Екхольм - вона закрила всі мішені і очолила гонку. Що стосується Домрачевої, вона знову не поцілила одну мішень. Однак, Дарія вчергове продемонструвала чудову швидкість на трасі, завдяки чому змогла випередити шведку на 16 секунд. Потім настала черга Зайцевої. Вона виявилася швидше Домрачевої і чисто відстріляла на «стійці», тому обійшла білоруську спортсменку та Екхольм майже на 20 секунд. З цього моменту гонки жодна з суперниць не змогла впритул наблизитися до результату Зайцевої, і росіянка, попри втрату кількох секунд на останньому колі, виграла свою першу гонку в сезоні з результатом 20:36.6. Ця перемога стала першою не лише для самої спортсменки, а й для всієї збірної Росії.
Другою фінішувала білоруська біатлоністка Дарія Домрачева, яка допустила два промахи і поступилася росіянці 13.9 секунди. Замкнула трійку переможців шведка Гелена Екгольм з відставанням у 30.2 секунди і однієї незакритою мішенню. Екгольм вперше в поточному сезоні піднялася на п'єдестал пошани. Четвертою фінішувала німкеня Магдалена Нойнер - два промахи, відставання 44.9 секунди. П'ятої з одним промахом і відставанням в 55.7 секунди стала українка Віта Семеренко. Шосте місце поділили відразу дві спортсменки: француженка Марі Дорен Абер і китайська біатлоністка Ялин Тан. Вони обидві поступилися переможниці 59.6 секунди, при цьому Дорен Абер допустила один промах, а Тан відстріляла безпомилково.

### Гонка переслідування
Снігопад не припинився і під час жіночого пасьют, ускладнюючи стрільбу і проходження траси. Ольга Зайцева стартувала першою з шістдесяти учасниць пасьют і лідирувала впродовж всієї гонки. На першому вогневому рубежі вона змогла закрити всі мішені. Дарії Домрачевій довелося проходити штрафне коло, що дозволило Екхольм і Нойнер, які відстрілялися безпомилково, обійти її. На другій стрільбі Зайцева знову була точна, Нойнер ж допустила два промахи, Домрачева - один. Екгольм пішла зі стрільбища другою з відставанням в 25 секунд, але маючи 30-секундну перевагу над Домрачевою. Зайцева зберегла лідируючі позиції і після першої стрільби стоячи, де вона знову відстріляли на «нуль», так само як і її безпосередні суперниці Екгольм і Домрачева. Андреа Хенкель також швидко закрила всі мішені, що дозволило їй скоротити відставання від Домрачевою до 10 секунд. Зайцева "поставила крапку" в гонці, знову бездоганно відстрілявши на останньому вогневому рубежі, в той час як Екгольм і Домрачевій довелося по разу пройти штрафне коло, тим не менш, вони зберегли за собою друге і третє місця відповідно, а Тура Бергер на останньому колі дистанції змогла обійти Хенкель і Мякяряйнен.
Ольга Зайцева стала першою в цьому сезоні біатлоністкою, якій вдалося здобути подвійну перемогу в спринті і пасьют. Росіянка відстріляли безпомилково, а для перемоги їй знадобилося 31:52.2. Другою стала шведка Хелена Екхольм, яка допустила один промах і поступилася Зайцевій 29.1секунди. Третє місце з трьома промахами і відставанням ж в 44.7 секунди посіла Дарія Домрачева з Білорусі. Четвертою фінішувала Тура Бергер, яка чотири рази змушена була проходити штрафне коло, що вилилося в відставання на 1:03.4 хвилини. Фінка Кайся Мякяряйнен прийшла до фінішу п'ятою, також з чотирма промахами і відставанням в 1:13.8 хвилини, у той час як Андреа Хенкель, що фінішувала шостою,  не вразила ціль лише раз, але поступилася переможниці 1:21.4 хвилини.
Українські біатлоністки виступили наступним чином: Віта Семеренко, попри не найкращий хід по дистанції, зуміла відстояти своє місце в десятці найсильніших. Друга з представниць нашої команди, Наталія Бурдига, зуміла покращити своє стартове місце і увійшла в очкову зону, набравши 5 балів за 36-й результат.

### Призери
| Гонка:                                                                | Золото:             | Час               | Срібло:                  | Час               | Бронза:                  | Час               |
| Спринт, 7,5 км Протокол [Архівовано 14 березня 2013 у WebCite]        | Ольга Зайцева Росія | 20:36.6 (0+1)     | Дарія Домрачова Білорусь | 20:50.5 (1+1)     | Гелена Екгольм Швеція    | 21:06.8 (1+0)     |
| Переслідування, 10 км Протокол [Архівовано 14 березня 2013 у WebCite] | Ольга Зайцева Росія | 31:52.2 (0+0+0+0) | Гелена Екгольм Швеція    | 32:21.3 (0+0+0+1) | Дарія Домрачова Білорусь | 32:36.9 (1+1+0+1) |

## Змішана естафета
На відміну від гонок переслідування в суботу, в яких спортсменам довелося нелегко через сильний снігопад, під час змішаної естафети умови змагання були практично ідеальними. Сьогодні на старт вийшли 26 команд, причому багато з них не заявили своїх найсильніших спортсменів, що дало можливість проявити себе менш відомим біатлоністам.
На початку гонки, завдяки сильній Христині Палці, в лідери вирвалася збірна Польщі. Другою йшла команда Білорусі, але Дарії Домрачевій потрібно було відпрацьовувати 30 секунд, які вона втратила на стрільбищі через те, що їй довелося використовувати чотири додаткових патрона. Третю позицію займала збірна Німеччини. На другому етапі естафети за збірну Росії бігла Ольга Зайцева, і коли вона передала естафету Олексію Волкову, росіяни були лідерами перегонів. Слідом за ними з 6-секундним відставанням йшла збірна Польщі і з 10-секундним - команда Франції. Німеччина відстала від лідируючої групи, після того як Міріам Гесснер довелося вирушити на штрафне коло. Росіянин Волков і француз Алексі Беф йшли один за одним, але зі стрільбища Волков пішов раніше: до того моменту Беф зробив ще тільки три постріли. За 2,5 км до зони передачі естафети відрив від суперників Волкова становив 18.8 секунди.
Загалом збірна Росії до останньої передачі естафети збільшила свою перевагу до 30 секунд, на третє місце вийшла команда Чехії. Антон Шипулін, так само як і Міхал Шлезінгр, швидко закрив усі мішені на «стійці», в той час як Сімону Фуркаду знадобився додатковий патрон, що відкинуло збірну Франції на третє місце. Канадець Жан-Філіп Легелле відстрілявся чисто і безпомилково і вивів свою команду на четверте місце, причому відставання від третього місця становило 23 секунди. Шипулін показав той же результат при стрільбі стоячи, забезпечивши тим самим перемогу збірній Росії. Шлезінгру довелося заряджати додатковий патрон, що зіграло на руку  Фуркаду: обидва біатлоніста пішли зі стрільбища з різницею всього в 2 секунди.
Для перемоги росіянам знадобилося всього 1:12.8 години і всього п'ять додаткових патронів. Збірна Чехії посіла друге місце, використавши три додаткових патрони і поступившись росіянам 36.3 секунди. Третіми стали французи - дев'ять додаткових патронів і відставання в 38.8 секунди. Четверте місце зайняла шведська четвірка (сім додаткових патронів, відставання 1:11.8), слідом за якою фінішували німці (дев'ять додаткових патронів і один штрафне коло). Шосте місце з відставанням у 1:26 посіла збірна Канади, яка використала вісім додаткових патронів. Україна  посіла восьме місце.

| Гонка:                                                                        | Золото:                                                         | Час                                           | Срібло:                                                                  | Час                                                       | Бронза:                                             | Час                                                       |
| Естафета 2 x 6 км + 2 x 7,5 км Протокол [Архівовано 6 вересня 2012 у WebCite] | Росія Ольга Вілухіна Ольга Зайцева Олексій Волков Антон Шипулін | 1:13:33.4 (0+0) (0+3) (0+2) (0+0) (0+0) (0+0) | Чехія Вероніка Віткова Габріела Соукалова Ондрей Моравець Міхал Шлезінгр | 1:14:00.4 (0+0) (0+1) (0+0) (0+0) (0+1) (0+0) (0+0) (0+1) | Франція Марі Абер Софі Буаї Алексі Беф Сімон Фуркад | 1:14:11.9 (0+0) (0+2) (0+2) (0+2) (0+0) (0+1) (0+2) (0+0) |

## Досягнення
Найкращий виступ за кар'єру
| - Тимофій Лапшин (RUS), 3 місце в спринті - Жан-Гійом Беатрікс (FRA), 4 місце в спринті - Томаш Голубець (CZE), 9 місце в спринті - Мартін Енг (NOR), 11 місце в спринті - Владімір Ілієв (BUL), 20 місце в спринті - Володимир Аленішко (BLR), 33 місце в спринті - Маріо Долдер (SUI), 34 місце в спринті - Роландс Пузуліс (LAT), 69 місце в спринті | - Тан Цзялінь (CHN), 6 місце в спринті - Настасія Дуборєзова (BLR), 10 місце в спринті - Анна-Карін Стрьомстедт (SWE), 16 місце в спринті - Романа Шремпф (AUT), 21 місце в спринті - Меган Імрі (CAN), 25 місце в спринті - Еліса Гаспарін (SUI), 41 місце в спринті - Ірина Кривко (BLR), 40 місце в гонці переслідування |

Перша гонка в Кубку світу
| - Мануель Фернандес Муссо (ESP), 104 місце в спринті | - Ен Скров Носсум (NOR), 34 місце в спринті - Бріджит Роексунд (NOR), 35 місце в спринті - Ірина Кривко (BLR), 46 місце в спринті |